# شوارتسو ایم شوارتسوتال
شوارتسو ایم شوارتسوتال (به آلمانی: Schwarzau im Schwarzautal) یک منطقهٔ مسکونی در اتریش است که در زودوست‌اشتایرمارک واقع شده‌است. شوارتسو ایم شوارتسوتال ۱۰٫۴۹ کیلومتر مربع مساحت دارد ۲۹۸ متر بالاتر از سطح دریا واقع شده‌است.